# 沟叶结缕草
沟叶结缕草（学名：Zoysia matrella），俗稱台北草、菲律賓草、馬尼拉草、马尼拉芝，是多年生的禾本科结缕草属植物。分布在台湾、东南亚和大洋洲的热带地区等地，中国青岛于1980年引种驯化后在大陆各地推广引种。具有很好的耐旱、耐熱性，多生长于海岸沙地。是常用的庭院、足球場、高爾夫球場草皮植物。

## 生長型態
沟叶结缕草株高5~10公分，植株低矮。莖纖細，節間短，自節間生直立莖及鬚根。地下莖匍匐生長，前端包裹之葉鞘非常尖硬，可刺穿硬層土壤而蔓延。葉色翠綠，葉呈線型末端收尖，質感細緻。4~5月抽穗開花，花桿直立，小花成總狀花序。
沟叶结缕草喜愛陽光及溫暖環境，冬季葉色轉黃休眠。